# Xã Park, Quận Sedgwick, Kansas
Xã Park (tiếng Anh: Park Township) là một xã thuộc quận Sedgwick, tiểu bang Kansas, Hoa Kỳ. Năm 2010, dân số của xã này là 4.615 người.